# بیماری‌های ماهیان
عوامل بیماری‌زا در ماهیان به طور کلی به چهار گروه تقسیم می‌شوند: عوامل ویروسی، عوامل میکروبی (باکتریایی)، عوامل قارچی و جلبکی، و عوامل انگلی. هر گروه از عوامل بیماری‌زا دارای نشانه‌های خاصی در ماهیان هستند به عبارت دیگر عوامل بیماری‌زا پس از پیشرفت، تغییراتی در رفتار ماهی ایجاد می‌کنند که اغلب با برخی نشانه‌های ظاهری همراه است.
از جمله تغییرات خاصی که ماهی مبتلا به بیماری از خود بروز می‌دهد، عبارت‌اند از: از دست دادن اشتها، پراکندگی غیر طبیعی در استخر مانند شنا در سطح آب، جمع شدن در کنار استخر یا جمع شدن در قسمت‌های ورودی و خروجی آب استخر، چرخیدن و از دست دادن تعادل، سست شدن و از دست دادن توانایی تحمل فشارهای عادی و...
از جمله علایم فیزیکی که ممکن است در بدن ماهی بیمار ظاهر شود نیز عبارت‌اند از: بی رنگ شدن برخی از نواحی بدن، ورم بدن یا برانشی‌ها، برجسته شدن چشم، خراشیدگی یا زخم روی سر، بدن و باله‌ها، تغییر رنگ بافت‌ها مانند کم رنگ شدن کبد و کلیه، خونریزی در برخی بافت‌ها و...

## بیماریهای ویروسی
تاکنون در ماهی‌ها سه نوع بیماری ویروسی شناسایی شده هر سه نوع بیماری باعث مرگ و میرهای زیاد در ماهیان پرورشی جوان می‌شوند. این سه بیماری عبارت‌اند از:
- بیماری خونریزی پوزه یا سپتی سمی هموراژیک ویروسی قزل‌آلای رنگین کمان
- بیماری فساد بخش‌های خون ساز یا نکروز هماتوپوتیک عفونی
- بیماری فساد پانکراس یا نکروز لوزالمعده‌ای عفونی (IPN)

## نگارخانه

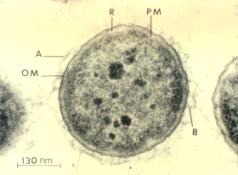
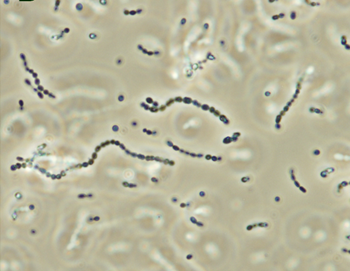
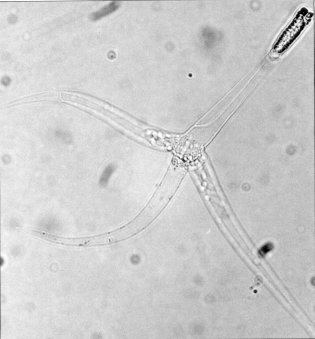
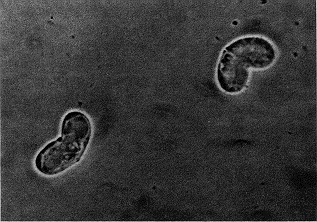